# 거강
거강(중국어: 渠江, 병음: Qu Jiang, 표준어: 취장강), 또는 취허(渠河, 표준어: 취허강)는 중화인민공화국의 쓰촨성 동부를 흐르는 큰 강으로, 자링강의 지류이다.
동쪽의 저우허(州河) 및 북쪽의 바허(巴河)의 두 개의 강이, 거강의 원류가 된다. 저우허은 쓰촨성·충칭시·섬서성의 경계인 다바산맥의 서남쪽 기슭에서 출발해 서남쪽으로 흐른다. 바허는 쓰촨성·섬서성의 경계에 있는 미창산(米仓山)의 남쪽 기슭에 출발하고 남쪽으로 흐른다. 쓰촨성의 동쪽에서부터 흘러 온 두 개의 강이 다저우시 취현 싼후이진에서 합류해 취강이 된다.
거강은 취현, 광안시, 웨츠현, 린수이현을 흘러 충칭시 허촨구에 있는 댜오위산(钓鱼山) 아래의 윈먼진, 자거우촌 부근에서 자링강에 합류한다. 전체 길이는 720 km, 유역 면적은 39,200km2이다.